# Gil Mellé
Gilbert John „Gil“ Mellé (* 31. Dezember 1931 in New York City; † 28. Oktober 2004 in Malibu, Kalifornien) war ein US-amerikanischer bildender Künstler, Jazzmusiker (Baritonsaxophon, Tenorsaxophon und Tasteninstrumente) und Filmkomponist. Auch schuf er die Cover-Kunst für frühe Alben von Miles Davis, Thelonious Monk und Sonny Rollins.

## Leben und Wirken
Gilber „Gil“ Mellé sammelte als Jugendlicher Platten von Duke Ellington, bevor er sich der Musik von Thelonious Monk zuwandte. Daneben malte er. Nach dem Militärdienst arbeitete er als Bildender Künstler. In den 1950er Jahren waren Mellés Gemälde und Skulpturen in New Yorker Galerien ausgestellt. Daneben musizierte er in den Jazzclubs. Zwischen 1952 und 1957 nahm er unter eigenem Namen eine Reihe von Alben auf, zunächst für Blue Note Records (er war der erste weiße Jazzmusiker, der bei ihnen unter Vertrag war). Bei Blue Note gehörte er zu den drei Grafikern, die für das Label Plattencover entwarfen. Außerdem stellte er den Kontakt des Labels mit dem herausragenden Toningenieur Rudy Van Gelder her. Nach vier EPs wechselte er zu Prestige Records, für die er Alben wie Primitive Modern, Quadrama und Gil’s Guests einspielte. Er trat mit seiner eigenen Formation auf dem Newport Jazz Festival 1954 auf, wo seine Band als die vielversprechendste des Jahres herausgestellt wurde. Neben eigenen Gruppen, zu denen häufig Eddie Bert gehörte, spielte er mit George Wallington, Max Roach, Tal Farlow, Oscar Pettiford, Ed Thigpen, Kenny Dorham und Zoot Sims.
In seinen Third-Stream-Experimenten integrierte Mellé Elemente der europäischen klassischen Moderne von Edgar Varèse und Béla Bartók mit dem Modern Jazz von Herbie Nichols, um „etwas mehr als Hardbop“ zu schaffen, indem er die Parameter der standardisierten Jazzform erweiterte. Sein Spiel auf dem Baritonsaxophon erinnert an Lars Gullin.
In den 1960er Jahren zog er nach Los Angeles. Als Komponist für Film und Fernsehen war Mellé einer der ersten, der elektronische Instrumente verwendete, die er selbst konstruierte. Er komponierte als erster ein ausschließlich elektronisch erzeugtes Titelthema für eine Fernsehserie (Rod Serlings Night Gallery).
Auf dem Monterey Jazz Festival 1967 trat er mit der ersten ausschließlich elektronischen Jazzgruppe auf, The Electronauts, um im darauf folgenden Jahr erste rein-elektronische Jazzalbum, Tome VI, bei Verve Records zu veröffentlichen. Insgesamt schuf er die Musik für 125 Filme, so für My Sweet Charlie, Andromeda – Tödlicher Staub aus dem All (nominiert für den Golden Globe Award/Beste Filmmusik), The Judge and Jake Wyler, verschiedene Folgen der TV-Serie Columbo, Frankenstein: The True Story und Der Sechs-Millionen-Dollar-Mann.

## Auswahldiskographie
- The Complete Blue Note Fifties Sessions (Blue Note, 1952–1956)
- Patterns In Jazz (Blue Note, 1956) mit Eddie Bert, Joe Cinderella, Oscar Pettiford, Ed Thigpen
- Primitive Modern / Quadrama (Prestige/OJC, 1956) mit Joe Cinderella, Bill Phillips, Ed Thigpen, Shadow Wilson[5]
- Gil’s Guests (Prestige/OJC, 1956) mit Art Farmer, Kenny Dorham, Hal McKusick, Julius Watkins, Don Butterfield, Joe Cinderella, Vinnie Burke

## Filmografie (Auswahl)
- 1971: Columbo: Mord unter sechs Augen (Dead Weight)
- 1971: Andromeda – Tödlicher Staub aus dem All (The Andromeda Strain)
- 1971: Die Organisation (The Organization)
- 1972: Ausgeliefert (You'll Like My Mother)
- 1972: Damals im Sommer (That Certain Summer)
- 1973: Der eiskalte Tod (A Cold Night's Death)
- 1973: Frankenstein, wie er wirklich war (Frankenstein: The True Story)
- 1973: Der Sechs-Millionen-Dollar-Mann (The Six Million Dollar Man) (Pilotfilm)
- 1974: Ein Android wird gejagt (The Questor Tapes), auch Ein Computer wird gejagt
- 1975: New York antwortet nicht mehr (The Ultimate Warrior)
- 1975: Todesschreie (Death Scream)
- 1976: Die Brut des Bösen (Embryo)
- 1977: Hexensabbat (The Sentinel)
- 1977: Invasion der Raumschiffe (Starship Invasions)
- 1979: Weiße Sklavin der grünen Hölle (Gold of the Amazon Women)
- 1980: Der Fluch des Tut-ench-Amun (The Curse of King Tut's Tomb)
- 1980: Der Grenzwolf (Borderline)
- 1980: Verhängnisvolle Leidenschaft (Rape and Marriage: The Rideout Case)
- 1981: Targoor – Reise ins Grauen (The Intruder Within)
- 1982: Weltkrieg 3 (World War III)
- 1983: Der Blutzeuge (Through Naked Eyes)
- 1984: Eine Frau kann nicht vergessen (Sweet Revenge)
- 1984: Ich bin kein Mörder (Fatal Vision)
- 1984: Unter Verdacht (Best Kept Secrets)
- 1985: Das Girl vom anderen Stern (Starcrossed)
- 1986: Alptraum des Grauens (The Deliberate Stranger)
- 1986: Des Teufels Spiegelbild (Killer in the Mirror)
- 1988: 847 – Flug des Schreckens (The Taking of Flight 847: The Uli Derickson Story)
- 1989: Die Würger von Hillside (The Case of the Hillside Stranglers)
- 1990: Mörder Clan (So Proudly We Hail)
- 1990: Schmutziger Pakt (Good Cops, Bad Cops)
- 1993: Lockruf des Todes (Night Owl)